# Kurt Goldstein
Kurt Goldstein (Katowice,  6. studeni 1878.  -  New York, 19. rujna 1965.),  neurolog i psihijatar, pionir neuropsihologije i  psihosomatike. 

## Životopis
Rođen je u Katowicama 1878. godine u židovskoj obitelji. Nakon svojeg obrazovanja u gimnaziji studira u Heidelbergu prije prelaska na sveučilište u Wrocławu, gdje studirao medicinu.
U SAD je došao 1935.  nakon stečenog ugleda neurologa i psihijatra u Njemačkoj. Tijekom Prvog svjetskog rata radio je s vojnicima koji su imali ozljede mozga, na temelju čega je stvorio temelje za svoje kasnije poglede.
Goldstein je smatrao da je glavni ljudski motiv samoaktualizacija i uz Abrahama Malowa bio je jedna od dvije glavne figure među humanističkim teoretičarima ličnosti okupljenih u pokretu za ljudske potencijale.